# Arhopala timana
Arhopala timana är en fjärilsart som beskrevs av Corbet 1941. Arhopala timana ingår i släktet Arhopala och familjen juvelvingar. Inga underarter finns listade i Catalogue of Life.